# پابندگنو
پابندگنو، روستایی از توابع بخش مرکزی شهرستان بندرعباس در استان هرمزگان ایران است.

## جمعیت
این روستا در دهستان تازیان قرار دارد و براساس سرشماری مرکز آمار ایران در سال ۱۳۸۵، جمعیت آن زیر سه خانوار بوده‌است.